# 保卫暗沙
保卫暗沙是南沙群岛东南部一个独立暗沙，位于榆亚暗沙东南约39海里，1935年中华民国水陆地图审查委员会公布的名称为“南毒蛇滩”，1947年中华民国内政部方域司公布的名称和1983年中华人民共和国中国地名委员会公布的标准名称均为“保卫暗沙”。西方文献一般称为“South Viper Shoal”或“Viper Shoal”。